# Adem Demaçi
Adem Demaçi, född den 26 februari 1936 i Podujeva i Kosovo, död den 26 juli 2018 i Pristina i Kosovo, var en kosovoalbansk politiker, författare, människorättsaktivist och mottagare av Sacharovpriset 1991.
Han blev kallad Europas Mandela efter att tillbringat 28 år i jugoslaviskt fängelse för att ha uttalat sig offentligt i media om albanernas ansträngda omständigheter och bristande kulturella och mänskliga rättigheter i Kosovo. 
Demaçi fängslades första gången 1958 och hölls inspärrad fram till 1961. Efter hans frigivning avtjänade han två längre fängelsestraff,  1964 till 1974 respektive 1975 till 1990. Enligt den serbiska regimens anklagelser ska Demaçi ha förespråkat våld och väpnad kamp mot den jugoslaviska staten. Under hans fångenskap betraktade Amnesty International honom som samvetsfånge. Han blev frigiven efter påtryckningar från FN och Nato.
Efter hans slutliga frigivning från det jugoslaviska fängelset mottog han av Europaparlamentet 1991 Sacharovpriset. Han var därtill gäst vid ett sammanträde i USA:s representanthus i mars 1992. Under kriget i Kosovo bodde han kvar där.
Demaçi var ordförande för Kosovos författarförening och i styrelsen för mänskliga rättigheter och frihet för alla medborgare i Kosovo. Han var engagerad politiskt och var en förespråkare för Kosovos självständighet och minoriteters rättigheter i Kosovo.

### Fotnoter
1. ↑  Proleksis enciklopedija, Proleksis lexikon ämne: 53399.[källa från Wikidata]
2. ↑  Elhunyt Adem Demaçi koszovói politikus (på ungerska), läs online.[källa från Wikidata]
3. ↑  ”Human rights defender and Kosovo dissident Adem Demaci dies” (på amerikansk engelska). AP News. https://apnews.com/ed3c3301e7f746d1bc6ba2e09adfb733. Läst 26 juli 2018.